# Argemiro de Pádua
Argemiro de Pádua (São Sebastião do Paraíso, 6 de Maio de 1916 - São Sebastião do Paraíso, 10 de Junho de 1997) foi um comerciante e político brasileiro.

## Biografia
Argemrio Pádua foi comerciante em São Sebastião do Paraíso, foi Presidente da Antiga Associação dos Empregados do Comércio de São Sebastião do Paraíso, Presidente da Caixa Escolar Coronel José Aureliano, Presidente do Rotary Clube de São Sebastião do Paraíso, Presidente do Núcleo de Ação Social João XXIII de São Sebastião do Paraíso, Vice-Provedor da Santa Casa de São Sebastião do Paraíso, Presidente da Associação Comercial e Industrial de São Sebastião do Paraíso, da Sociedade Recreativa Beneficente Operária, Conselheiro da Irmandade da Santa Casa de Misericórdia de São Sebastião do Paraíso.

## Carreira política
Argemiro de Pádua foi o trigésimo oitavo prefeito da cidade de São Sebastião do Paraíso, no estado de Minas Gerais, Brasil, no período de 31 de Janeiro de 1963 a 31 de Janeiro de 1967. Teve como vice-prefeito o Sr. Napoleão Joele.

## Vida pessoal
Argemiro Pádua casou-se com Efigênia Mesquita de Pádua, na cidade de São Sebastião do Paraíso, e com ela teve os seguintes filhos: Maria Madalena de Pádua Furlan e Raul de Pádua.